# Is-tri-janci
Is*tri*janci je trideseti album grupe Gori Ussi Winnetou. Album je objavljen uz istoimenu knjigu Drage Orlića Is*tri*janci koju je izdala Errata corrige iz Poreča, a Orlić je autor svih tekstova. Pjesme se uglavnom bave istarskom tematikom, poznatim ličnostima iz istarske povijesti kao i marginalcima (pjesma Stari pijanci). Među pjesmama se ističe Giuseppina Martinuzzi u kojoj se autor obraća poznatoj istarskoj učiteljici i socijalistici iz razočaravajuće današnjice obilježene divljim kapitalizmom i liberalizmom te funk kraut-rock Grihi Svetega Jeronima. Album je 2008. godine ponovno objavila nezavisna izdavačka kuća Slušaj najglasnije!.  

## Pjesme
- 1. Giuseppina Martinuzzi
- 2. Šansona da zaspe Ivona
- 3. Carlotta Grisi
- 4. Bluz za stare pijance
- 5. Grihi Svetega Jeronima
- 6. Istrijan ki je spensa eliku
- 7. Mikula Gologorički
- 8. Epulon – Kralj Histra
- 9. Istrijanski piloti
- 10. Andrea Antico di Montona

## Glazbenici
- Franci Blašković - vokal
- Josip Maršić Broz Tinturić - gitara
- Marin Alvir Basajs - bas
- Nenad Mehta Tubin - bubnjevi
- Robert Čingrija - klavijature
- Arsen Pliško - gitara, usna, frulice
- Fredi Poropat - tumbe
- Valter Puhalj Lignja - trombon
- Prateći vokali - Plemeniti Fritz GiannFranco Macan Bumbarski, Aleksej Červar Dean, Stošić Stole, Njuejđ, Plemeniti Čvarak di Fiume et al.